# Aristotelia ochreella
Aristotelia ochreella is een vlinder uit de familie van de tastermotten (Gelechiidae). De wetenschappelijke naam van de soort is, als Apodia ochreella, voor het eerst geldig gepubliceerd in 1927 door Rebel.